# Taitao
Taitao (hiszp. Península de Taitao) – półwysep w południowej części Chile, w obrębie prowincji Chiloé. Długi na 140 km i osiągający szerokość do 130 km jest największym półwyspem w południowej części Ameryki Południowej. Leży między zatokami Oceanu Spokojnego. Powierzchnia półwyspu jest górzysta (pasma Andów Patagońskich), a wysokość najwyższych szczytów dochodzi do 1327 metrów. Dominują tu rysy rzeźby polodowcowej: półwysep obfituje we fiordy, znajduje się tu duże polodowcowe jezioro Presidente Ríos. Panuje tu Klimat umiarkowany morski, odmiana chłodna.